# Casas de San Galindo
Casas de San Galindo – gmina w Hiszpanii, w prowincji Guadalajara, w Kastylii-La Mancha, o powierzchni 11,61 km². W 2011 roku gmina liczyła 27 mieszkańców.